# MG Q-Type
Der MG Q-Type oder MG QA war ein Rennwagen, den MG 1934 herstellte. Das Fahrwerk beruhte auf dem des K3 Magnette, war aber schmäler und hatte die Achsen des NA/NE Magnette. Der Motor hatte des Block des PA/PB Midget, aber eine andere Kurbelwelle für einen Hubraum von 746 cm³, wobei der Hub von 83 mm auf 71 mm reduziert wurde. Es gab auch eine Sprint-Version, deren Leistung 146 bhp (107 kW) erreichte, was einer spezifischen Leistung von nahezu 200 PS/ltr. entsprach. Dies war damals die höchste spezifische Leistung eines Motors auf der ganzen Welt.
Vermutlich wurden nur acht Exemplare gefertigt (Sedgewick spricht von neun), denn die Wagen waren mit 550–650 £ sehr teuer und die Starrachsen hatten Schwierigkeiten, mit der Motorkraft fertigzuwerden. Die einsitzige Version erreichte mit George Harvey-Noble als Fahrer eine Rundengeschwindigkeit von 195 km/h in Brooklands, der Zweisitzer immerhin noch 192 km/h.